# Feltételezett gén
A feltételezett gén olyan DNS-szakasz, melyről feltehető, hogy gén. Szekvenciájuk hasonlíthat már ismert génekre, így feltehetően hasonló a funkciójuk, de pontos funkciójuk ismeretlen. Az újonnan azonosított szekvenciák feltételezett génjelöltek, ha homológjai összefüggést mutatnak a vizsgálni kívánt fenotípussal.

## Példák
Feltételezett géneket bevonó tanulmány például 30 feltételezett receptorgén felfedezése patkányok Jacobson-szervében és 79 feltételezett TATA-box azonosítása számos növényi genomban.

## Gyakorlati jelentőségük
A bioszintetikus géncsoportok azonosításához és jellemzéséhez minden feltételezett génje és azok funkciója azonosítandó. Ez komplementációval és knockout-kísérletekkel történhet. A feltételezett gének jellemzésekor a vizsgált genom egyre ismertebb lesz az egyre több azonosított kapcsolat révén. A feltételezett gének azonosítása a genomfejlődés tanulmányozásához szükséges, mivel nagy részük hasonló génekből álló nagyobb családok része. A genomfejlődés például egyes gének, genomszakaszok vagy teljes genomok duplikációjával történhet. Ezek funkcióvesztést, megváltozott funkciót vagy funkciószerzést okozhatnak, és a fenotípust jelentősen befolyásolhatják.
A feltételezett génen kívüli DNS-mutációk helyhatással hathatnak a génexpressziót befolyásolva. Ezek a transzkripciós egységet és a promotert változatlanul hagyhatják, de disztális promotereket, erősítő/csendesítő elemeket vagy helyi kromatinkörnyezetet érinthetnek. Ezek a génnel összefüggő betegségekkel vagy rendellenességekkel összefügghetnek.

## Azonosítás
A feltételezett gének azonosíthatók nagy szekvenciacsoportok csoportosításával minta szerint és mutuális hasonlóság szerinti rendezésével, vagy potenciális TATA boxokkal levezethetők.
A feltételezett gének azonosíthatók ismert és egyedi profilú géncsoportok közti különbségek felismerésével.
Szoftverek is készültek a feltételezett gének automatikus azonosítására. Ezek géncsaládokat keresnek, és ellenőrzik az ismeretlen gének érvényességét már azonosított génekkel való összehasonlítással.
A fehérjetermékek azonosíthatók, és felhasználhatók az azt kódoló feltételezett gén jellemzésére.
Egyes feltételezett gének feltételezett biomarkereket kódolhatnak, például vesemérgekkel szemben. Az SLC6A19 dioxinok által indukált biomarkert kódoló feltételezett gén, melyet a hepatómában lévő HepG2 sejtek aktivál az AhR.

## Fordítás
Ez a szócikk részben vagy egészben  a   Putative gene című angol Wikipédia-szócikk ezen változatának fordításán alapul.  Az eredeti cikk szerkesztőit annak laptörténete sorolja fel. Ez a jelzés csupán a megfogalmazás eredetét és a szerzői jogokat jelzi, nem szolgál a cikkben szereplő információk forrásmegjelöléseként.